# Coproporus immigrans
Coproporus immigrans är en skalbaggsart som beskrevs av Schülke 2007. Coproporus immigrans ingår i släktet Coproporus, och familjen kortvingar. Arten är reproducerande i Sverige.